# Nicolas Eymerich, inquisitore
Nicolas Eymerich, Inquisitore è un romanzo fantastico del 1994 di Valerio Evangelisti, primo della serie incentrata sull'Inquisitore Nicolas Eymerich.
Prima opera narrativa pubblicata da Evangelisti (malgrado avesse già scritto altri due episodi della serie di Eymerich), è un tipico esempio della scrittura "seriale" dell'autore bolognese. Tipicamente i romanzi di Eymerich sono strutturati con trame multiple (in questo caso tre), di cui una sempre ambientata nel Medioevo europeo (ed è quella che narra le indagini dell'Inquisitore Eymerich), le altre, di solito di carattere più fantascientifico, ambientate nell'epoca odierna o in futuri più o meno remoti.
Vincitore del Premio Urania, è stato il primo romanzo di Evangelisti ad essere pubblicato, mentre in precedenza aveva pubblicato prevalentemente saggi storici.

## Trama
Nicolas Eymerich, Inquisitore racconta tre storie intrecciate. La prima, e più importante, è la vicenda della nomina del frate domenicano Nicolas (o Nicolau) Eymerich a Inquisitore generale del Regno di Aragona, alla metà del Trecento; Eymerich, che macchina instancabilmente per ottenere una ratifica definitiva della propria nomina, deve indagare su una misteriosa setta di neopagani adoratori della dea Diana, infiltrati nella corte aragonese di Saragozza.
Le altre trame sono la storia del fisico Marcus Frullifer, che elabora una teoria scientifica in grado di spiegare i fenomeni paranormali e al tempo stesso di consentire viaggi interstellari; l'altra, ambientata due secoli nel futuro, il viaggio dell'astronave "Malpertuis" verso un pianeta dimenticato dove ancora si manifesta la dea Diana.
Le tre vicende sono collegate tra loro: sono le scoperte di Frullifer nei primi anni del XXI secolo a consentire il viaggio della "Malpertuis", e la conclusione di quel viaggio coincide con la sconfitta della setta pagana da parte di Eymerich (perché il viaggio nello spazio dell'astronave coincide con un viaggio all'indietro nel tempo).

## Fonti di ispirazione
Oltre alla figura storica dell'Inquisitore catalano Nicolas Eymerich che ha ispirato il personaggio principale del romanzo, la vicenda della setta neopagana su cui indaga il protagonista si ispira al culto di Diana praticato ad Aricia e in particolare alla figura del Rex Nemorensis, il sacerdote del santuario di Diana, così come viene descritto da James George Frazer nel suo Il ramo d'oro: "Era questa la regola del santuario. Un candidato al sacerdozio poteva prenderne l'ufficio uccidendo il sacerdote, e avendolo ucciso, restava in carica finché non fosse stato ucciso a sua volta da uno più forte o più astuto di lui").
Ulteriore fonte di ispirazione è il romanzo horror dello scrittore belga Jean Ray Malpertuis, da cui prende nome l'astronave del romanzo di Evangelisti. In particolare, nell'opera di Ray si immagina che - analogamente a quanto narrato nel romanzo di Evangelisti - la fede degli uomini nella divinità sia tale da determinare l'esistenza della divinità stessa e che questa perduri fin tanto che gli uomini continuino a credere nella sua esistenza. Così, gli dei dell'Olimpo, venerati nei tempi antichi, con l'avvento delle nuove religioni monoteiste e l'abbandono dei relativi culti avrebbero progressivamente perso potere finendo relegati in una sperduta isola del mare dell'Attica, nel romanzo di Ray, ovvero in un remoto pianeta ai margini della galassia in quello di Evangelisti.

## Edizioni
(elenco parziale)
- Valerio Evangelisti, Nicholas Eymerich, Inquisitore, collana Urania n° 1241, Arnoldo Mondadori Editore, 1994,  p. 159.
- Valerio Evangelisti, Nicholas Eymerich, Inquisitore, Piccola Biblioteca, Arnoldo Mondadori Editore, 1994,  p. 280.
- Valerio Evangelisti, Nicolas Eymerich, Inquisitore, Milano, Piccola biblioteca oscar Mondadori, 2004,  p. 274.